# بنيامين فوندان
بنيامين فوندان، (14 نوفمبر 1898 — 2 أكتوبر 1944)، شاعر وناقد وجودي روماني وفرنسي، اشتهر بعمله أيضًا في السينما والمسرح. كما اشتهر من شبابه بأنه شاعر، خصص العديد من قصائده الشعرية للحياة الريفية في موطنه الأصلي مولدافيا. شارك فوندان، الذي كان من أصل يهودي روماني وابن شقيق المفكرَين اليهود إلياس وموسى شوارتزفيلد، في الثقافة اليهودية العلمانية والثقافة الرومانية. أثناء الحرب العالمية الأولى وبعدها، كان ناقدًا ثقافيًا، ومديرًا للفرقة المسرحية (إنسولا) مع صهره أرماند باسكال.
بدأ فوندان مسيرته المهنية الثانية في عام 1923، عندما انتقل إلى باريس. انتمى إلى السريالية، لكنه عارض بشدة ميولها الشيوعية، وانتقل ليصبح شخصية في الوجودية اليهودية وتلميذًا رائدًا لليف شيستوف. وُضّح نقده للعقيدة السياسية، ورفضه للعقلانية، وتوقع حدوث كارثة تاريخية، وآمن بقوة الأدب الخلاصي في مقالاته الشهيرة عن تشارلز بودلير وآرثر رامبو، وكذلك في أعماله الشعرية الأخيرة. ساعدته أنشطته الأدبية والفلسفية على بناء علاقات وثيقة مع مثقفين آخرين، مثل: شيستوف وإميل سيوران وديفيد جاسكوين وجاك ماريتين وفيكتوريا أوكامبو وإيلاري فورونكا وما إلى ذلك. عمل لاحقًا في فيلم رابت مع ديميتري كيرسانوف، وأخرج الفيلم الذي فُقِد منذ ذلك الحين في الأرجنتين.
أُطلق سراح فوندان، الذي كان أسير حرب إبان سقوط فرنسا، وقضى سنوات الاحتلال في الخفاء. قُبضَ عليه في نهاية المطاف وسُلِّم إلى السلطات الألمانية النازية، التي رحّلته إلى أوشفيتز بيركيناو. أُرسل إلى غرفة الغاز خلال الفترة الأخيرة من الهولوكوست. أعيد اكتشاف عمله لاحقًا في القرن العشرين، عندما أصبح موضوعًا للبحث العلمي وفضول الجماهير في كل من فرنسا ورومانيا. حيث أثار إحياء الاهتمام بأعماله أيضًا جدلًا حول قضايا حقوق النشر في رومانيا.

## سيرة ذاتية

### النشأة
وُلد فوندان في ياش، العاصمة الثقافية لمولدافيا، في 14 نوفمبر من عام 1898، ولكن، كما ذكر في مذكراته التي احتفظ بها في سن 16 عامًا، تسجّل عيد ميلاده رسميًا في 15 نوفمبر. فوندان هو الابن الوحيد لإيزاك فيشلر وزوجته أديلا، التي أنجبت أيضًا ابنتين لينا (1892) وروديكا (1905)، عملتا في مهنة التمثيل. كان فيشلر رجلًا يهوديًا من منطقة هيرتسا، وقد ولد أسلافه في فوندايا (التي استخدمها الشاعر لاحقًا كأساس لتوقيعه). كانت أديلا من عائلة فكرية، ذات تأثير ملحوظ داخل المجتمع اليهودي الحضري: كان والدها، شاعرًا يهوديًا وكذلك رومانيًا، وكانت أديلا نفسها على معرفة جيدة بالنخبة المثقفة من ياش، واحتفظت بذكرى لقاءاتها مع مؤلفين مرتبطين بمجتمعها.
كان الشاب بنيامين قارئًا شغوفًا، مهتمًا في المقام الأول بالكلاسيكيات المولدافية للأدب الروماني (أيون نيكولسي، ميرون كوستين، دوسوفتي، إيون كرينغو، فاسيلي أليكساندر، إيون لوكا كاراغيالي، جورج كوبوك، ميهاي إمينسكو). في عام 1909، بعد تخرجه من المدرسة (ملحق لدير تري ليرارهي)، قُبِل في مدرسة ألكسندر سيل بون الثانوية، لكنه لم يتفوق كطالب. كان شابًا مضطربًا (يتذكر أنه كان لديه أول علاقة حب له في سن 12، مع فتاة تكبره بست سنوات).
قسّم بنيامين وقته بين المدينة والمنطقة الأصلية لوالده. أثرت المناظر الطبيعية الريفية عليه بشكل كبير، وبقيت في ذاكرته، وأخذت مكانًا في العديد من قصائده. قام برحلات طويلة في جميع أنحاء شمال مولدافيا، حيث ظهر لأول مرة في عالم الثقافة من خلال تدوين عينات من التقاليد السردية والشاعرية في مختلف المناطق التي يسكنها الرومان. في هذا السياق، التقى فوندان بالشاعر الييديشي آشيل غروبر — وهو لقاء شكّل وجهات نظر فوندان الفكرية حول اليهودية والتاريخ اليهودي. في ذلك الوقت، أصبح معروفًا لعائلته وأصدقائه باسم ميليسون (من ميل، في اللغة الرومانية، وربما في إشارة إلى تسريحة شعره الكثيفة)، وهو الاسم الذي استخدمه لاحقًا كاسم مستعار بالعامية.
على الرغم من أن فوندان ادعى لاحقًا أنه بدأ في كتابة الشعر في سن الثامنة، إلا أن أولى مساهماته المعروفة في هذا النوع تعود إلى عام 1912، بما في ذلك قطعتين خاصتين به وترجمات من مؤلفين مثل أندريه شينييه، وجوزيف فرايهر فون إيكندورف، وهاينريش هاينه، وهنري دي رينييه. في نفس العام، نُشر بعضها، تحت اسم مستعار، في المجلة الأدبية المحلية فلوار ألباسترا، التي كان مالكها لاحقًا روائيًا بارزًا وشخصية سياسية صهيونية. اقترح بحث لاحق أنها، مثل بعض الجهود الأخرى في العقد الأول من القرن العشرين، كانت عينات شعرية جماعية، نتجت عن تعاون ما بين فوندان وغروبر. في عام 1913، جرب فوندان أيضًا تحرير مجلة طلابية، وتوقيع افتتاحيته بالاسم المستعار فان دويان، لكنه أنتج فقط عدة نسخ مكتوبة بخط اليد من عدد واحد.

### الانتقال إلى فرنسا
في عام 1923، غادر بنيامين فوندان رومانيا في النهاية إلى فرنسا، مدفوعًا بالحاجة إلى إثبات نفسه في سياق ثقافي مختلف. كان في ذلك الوقت مهتمًا بنجاح دادا، وهي حركة طليعية أطلقها في الخارج المؤلف الروماني تريستان تسارا، بالتعاون مع العديد من الآخرين. لم يتقبّل حقيقة أن أخته وزوجها قد عادا فقراء بعد إقامة طويلة في باريس، عبر فوندان أوروبا بالقطار ثم تابع جزئيًا سيرًا على الأقدام.
الكاتب (الذي تبنى اسمه الفرنسي بعد وقت قصير من مغادرته وطنه الأصلي)، انضم في النهاية إلى أخته وزوجها. استمر الثلاثة في عيش حياة بوهيمية وفي بعض الأحيان محفوفة بالمخاطر، والتي جرى مناقشتها في مراسلات فوندان مع الروائية الرومانية ليفيو ريبريانو، وصفتها الباحثة آنا ماريا توميسكو بأنها كانت عبارة عن (فقر مذل). حصل الشاعر على بعض مصادر الدخل من علاقاته في رومانيا: في مقابل مساهمته في نشر الأدب الروماني في فرنسا، تلقى أموالًا رسمية من مديرية وزارة الثقافة (في ذلك الوقت كان يرأسها مينوليسكو)؛ بالإضافة إلى ذلك، نشر مقالات في صحف مختلفة، بل واعتمد على صدقات من الممثلة الرومانية إلفيرا بوبيسكو (التي زارت منزله، كما فعل الرسام إم إتش ماكسي).
بعد فترة، قبل فوندان عرضًا من جان، شقيق المنظّر الأدبي المتوف ريمي دي غورمونت، وعمل كأمين مكتبة — كونسيرغ، وانتقل إلى متحف غورمونت في شارع سانت بيير، على بعد مسافة قصيرة من المقهى الأدبي الشهير لي دو ماغوت. في عام 1929، غادر فوندان منزل غورمونت وانتقل مع أخته وزوجها إلى سلسلة من المنازل (في شارع دومات، شارع جاكوب، شارع مونغ)، قبل أن يستقر في مبنى تاريخي كان يسكنه المؤلف برناردين دي سان بيير في (شارع رولين، 6).
وصفت كلوديا ميليان، التي كانت تقضي أيضًا بعض الوقت في باريس، تركيز فوندان الجديد على دراسة اللاهوت المسيحي والفكر الكاثوليكي، من هيلديبرت إلى السحر اللاتيني لغورمونت (كان أيضًا في هذه المرحلة هو الذي حصل فيه الكاتب الروماني وأرسله إلى المنزل من مجموعة كتب غورمونت). وقد ربط هذه الأنشطة باهتمامه بتجميع الشرائح الثقافية للشتات الروماني: نحو عام 1924، كان هو وميليان عضوين مؤسسين لجمعية الكتاب الرومانيين في باريس، برئاسة الأرستقراطية إيلينا فيكورسكو.